# Epir
Epir este o regiune parte componentă din 1912 a Greciei mărginită la vest de Albania, la nord de Macedonia grecească, la sud-est de Tesalia și la sud respectiv sud-vest de Evritania-Agrafa și Thesprotia. Epirul are ieșire la Marea Ionică.

## De la romani la otomani
Vechii greci au evitat din motive neclare să pătrundă în interiorul Epirului. Regiunea și-a câștigat notorietatea abia sub administrația romană când acesta a servit drept important nod strategic înspre posesiunile romane din est. Numeroși coloniști romani, soldați, legionari etc, vorbitori ai latinei provinciale au fost așezați de-a lungul pasurilor montane, mulți dintre aceștia fiind strămoșii aromânilor de azi din zonă. În evul mediu Epirul a fost cucerit de turcii otomani încă din secolul al XIV-lea și XV-lea. De prin 1780-1790, Epirul împreună cu alte provincii ale nordului Greciei de azi - cunoscute sub denumirea generică de Rumelia - au devenit posesiunea căpetăniei albaneze de religie musulmană renegată Ali Pașa cu capitala la Ianina. Când Grecia și-a declarat independența în a treia decadă a secolului al XIX-lea, Epirul a rămas sub suzeranitate otomană.

## Epirul sub administrație grecească
În 1881 mici părți ale provinciei au fost înglobate Greciei, iar în 1913 intreaga provincie a fost ocupată de armata greacă, țară sub a cărei jurisdicție se află până ziua de azi cu mici interludii de ocupatie italiană în 1917 respectiv germano-italiană între 1941-1944.

## Geografie și economie
O parte însemnată a provinciei e acoperită de masive montane respectiv de lanțul muntos al Pindului. Anumite râuri de munte servesc ca baze ideale pentru centrale hidro-electrice. Se exploatează numeroase cariere de piatră, granit, bazalt etc. folosite la construcții. Foarte dezvoltată e creșterea animalelor respectiv păstoritul care favorizează industria produselor lactate, a brânzeturilor. Iaurtul din zonă din lapte de oaie sau capră e faimos.
Timp de decenii Epirul a fost una din cele mai sărace regiuni ale Uniunii Europene. În prezent, datorită fondurilor primite de la Bruxelles, Epirul a devenit mult mai prosper, cu o infrastructură bine pusă la punct.

## Etnografie

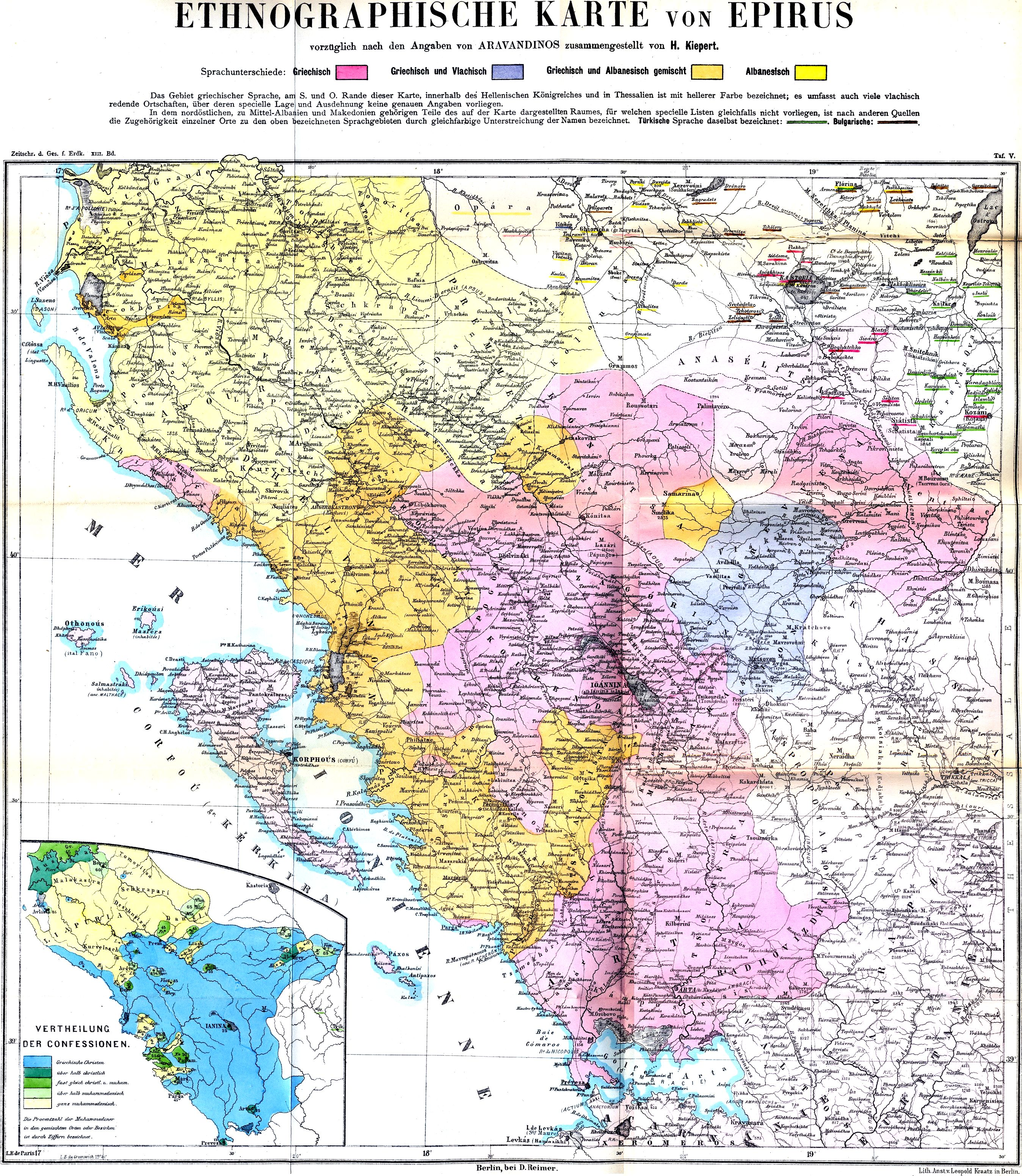
Harta etnica a Epirului

Epirul cuprinde unele din cele mai interesante arii etnografice ale Greciei așa cum ar fi Zagoria, vestită pentru arhitectura montană, Suli, unde locuitorii creștini de origine albaneză trăiau până de curând în enclave izolate în văgăunile muntelui Zalongi sau regiunea Konitsa, unde locuitorii erau meșteri zidari itineranți care ridicau poduri arcuite de piatră sau conace de tipul culelor. De un pitoresc arhitectonic deosebit sunt cele două mari comune aromânești Siracu respectiv Calarii. O altă zonă istorică bine păstrată în timp, este cea din jurul portului Parga aflată timp de secole sub stăpânire venețiană.

## Vezi și
- Epirus (regiune)